# Paratrophon patens
Paratrophon patens is een slakkensoort uit de familie van de Muricidae. De wetenschappelijke naam van de soort is voor het eerst geldig gepubliceerd in 1854 door Hombron & Jacquinot.